# Unit 88
Unit 88 — распавшаяся неонацистская группировка, основанная в Веллингтоне Коллином Уилсоном и также действовала в Окленде, Новая Зеландия. Была наиболее активна в течение 1997—1998 годов. Лидером скинхедов был Джей Бар.
Группировка Unit 88 действовала в Нью-Плимуте, Нельсоне, Тимару, Бей-оф-Пленти и Крайстчерче, была численностью около 100 человек, в основном состояла из скинхедов, которые каждую неделю собирались на складе в Окленде. 88 в названии означало Heil Hitler (H — восьмая буква латинского алфавита), в качестве девиза использовалось название промоутерской неонацистской сети Blood and Honour (Кровь и честь). Стремилась распространить своё влияние в Веллингтоне путём активной пропаганды своих идей. Рассматривается как одна из наиболее активных экстремистских группировок Новой Зеландии. Члены Unit 88 утверждают, что они использовали насилие только для самообороны.
Движение распространяло нацистскую литературу в 1997 году, было исследовано в офисе расовых отношений. Работа была выполнена при поддержке министра юстиции Дуга Грэма, который дал понять это в ответе на вопрос депутата, члена новозеландской Национальной партии, Панси Вонга. Он сказал, что Unit 88 стремилась расширить своё влияние по всей стране. Предполагалась связь между Unit 88 и Колином Кинг-Анселлом.
Unit 88 организовал большое собрание всех белых националистов в Окленде. Произошла утечка информации в СМИ, что вызвало конфликт между неонацистами и полицией. Unit 88 распался, а отдельные члены ушли в новозеландский филиал Hammerskins. Бар создал группу под названием 88 Hammers, чтобы присоединиться в полной мере к Hammerskins. Начали происходить полицейские рейды и уличные конфликты, усиливалось внимание со стороны полиции в Веллингтоне и Крайстчерче.
Предпринимались неудачные попытки возродить Unit 88. Скинхеды, которые были ранее членами Unit 88, сформировали такие группировки как Frontline Skinheads в Южном Окленде и Psycho Skins (они также прекратили существование).